# Хузестан
Хузеста́н (перс. خوزستان — Xuzestân) — остан (провінція) на південному заході Ірану. Адміністративний центр — місто Ахваз. Населений арабами, персами та лурами.
Остан багатий на поклади нафти, що привабило Саддама Хусейна та стало причиною іракського вторгнення 22 вересня 1980, коли почалася ірано-іракська війна.

## Етимологія
Назва Хузестан, що означає «Земля хузі», походить від назви племені Хуз, що населяло цю землю у часи Ахеменідської імперії. Назва міста Ахваз також походить від перського кореня перс. خوز (xuz), видозміненого на арабський манер як основа ه-و-ز (ha-wa-za). Назва древньої столиці держави Елам, що існувала в цьому регіоні до утворення Ірану — Сузи — є однокореневим з «Хуз» (має місце закономірне для індоіранських мов чергування передньоязикового фрикативного «с» і увулярний «х»).
Південна частина Хузестану в Середньовіччя була відома в Ірані як «Арабістан», оскільки в XV-XVI століттях було значне зростання частки арабів у населенні Хузестану. Сучасна назва офіційно закріплена лише в 1923 шахом Резою.

## Історія
На території Хузестану в 3 тис. — VI ст. до н. е. знаходилась держава Елам зі столицею в Сузах, а пізніше — ахеменідська провінція Сузіана.

## Географія
На північному заході межує з останом Ілам, на півночі — з Лурестаном, на сході — з останами Чехармехаль і Бахтиарія та Кохгілує і Бойєрахмед, на південному сході — з Бушером. На заході межує з Іраком, з півдня має вихід до Перської затоки.
Хузестан розташований в долині річки Карун, притоки Шатт-ель-Арабу. Рельєф переважно низовинний, що не є типовим для країни.

## Найбільші міста
- Ахваз (969 700 ос.)
- Дезфул (257 000 ос.)
- Абадан (217 000 ос.)
- Андимешк (179 800 ос.)
- Хорремшехр (125 900 ос.)
- Сусангерд (120 000 ос.)
- Махшехр (111 400. ос.)
- Масджид-Солейман (108 700 ос.)
- Ізе (104 400 ос.)
- Бехбахан (101 200 ос.)

## Сепаратизм

Прапор Хузестанських сепаратистів, що входять в Організацію невизнаних народів

Арабське населення Ірану зосереджено, в основному, на південному заході країни, зокрема, в Хузестані, також іменованому ними Арабістаном.
До 1925 а ця територія, звана аль-Ахваз, знаходилася під британським протекторатом. Проте потім території проживання арабських племен потрапили під юрисдикцію Ірану.
З 1946 партія Ель-Саадех (El Saadeh) веде боротьбу за незалежність Хузестану від Ірану. Крім неї існує також Фронт Визволення Арабістану.
Під час ірано-іракської війни 1980—1988 місцеві арабські сепаратисти підтримували зв'язки з режимом Саддама Хусейна.
30 квітня 1980 арабськими сепаратистами з Ірану було захоплено посольство Ірану в Лондоні.
З 1990 кілька партій об'єдналися в Організацію Визволення аль-Ахваз (англ. Al Ahwaz Liberation Organisation (ALO)). Її керівник Абдулла аль-Мансурі проживає в Маастрихті, Нідерланди.

## Галерея

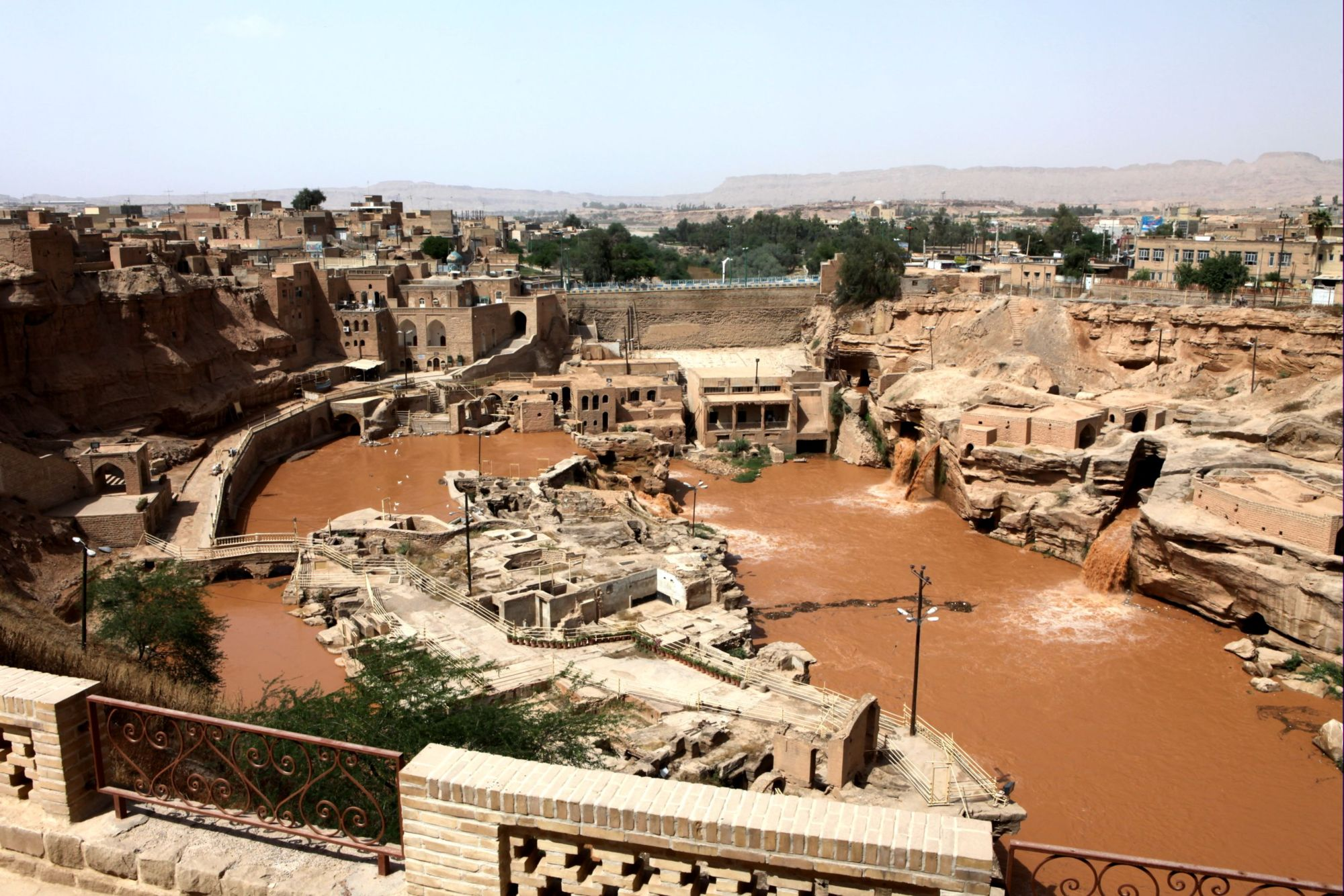
Шуштар. Водяний млин
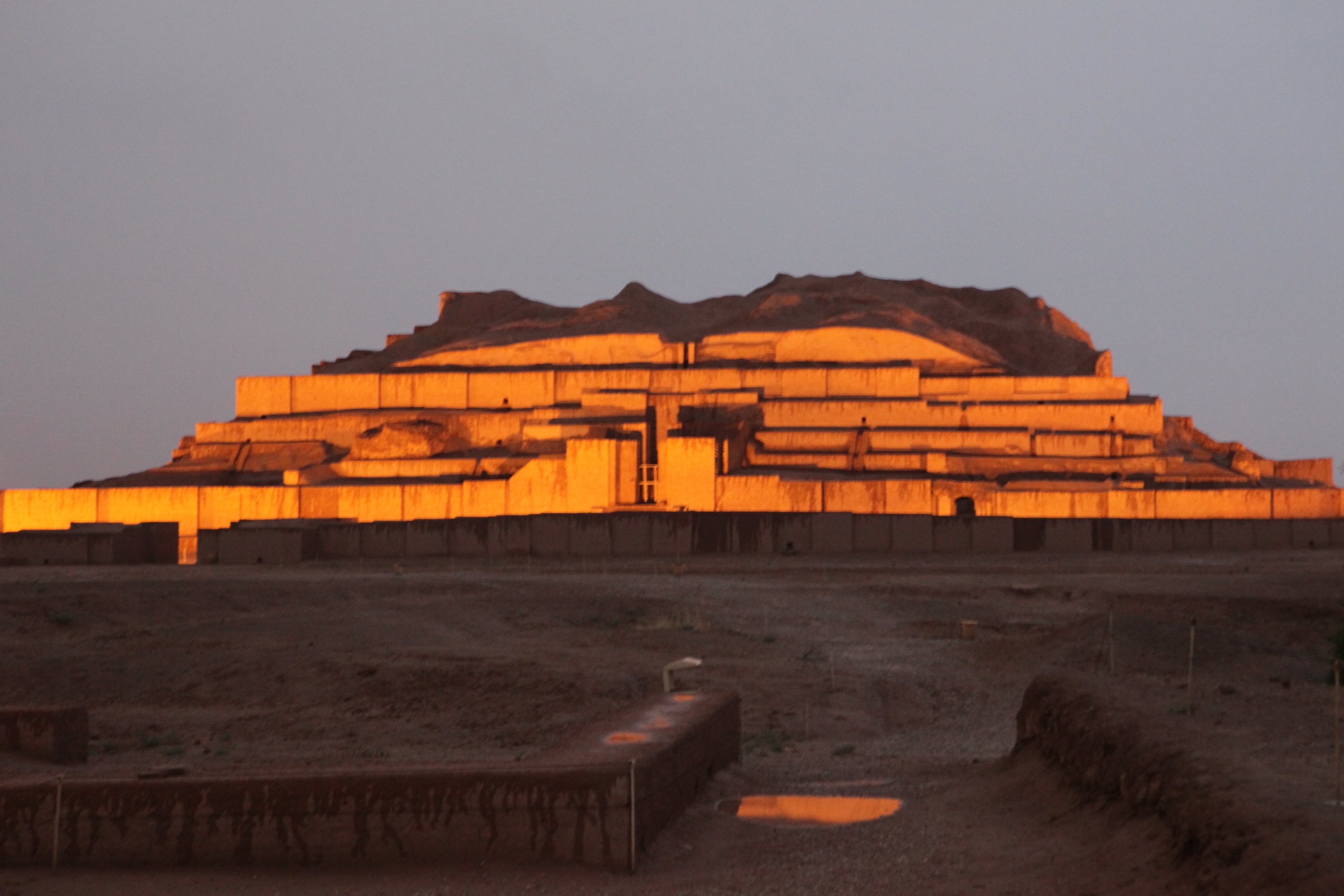
Чока Занбіль, зікуррат, Дур Унташ, 13 століття до н. е.
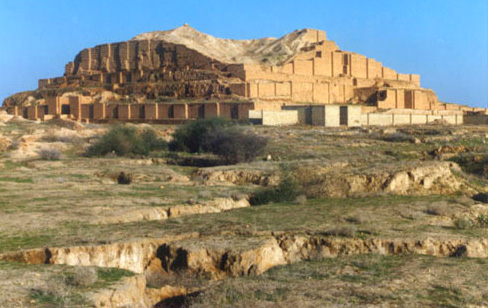
Чока Занбіль, зікуррат, Дур Унташ, 13 століття до н. е.
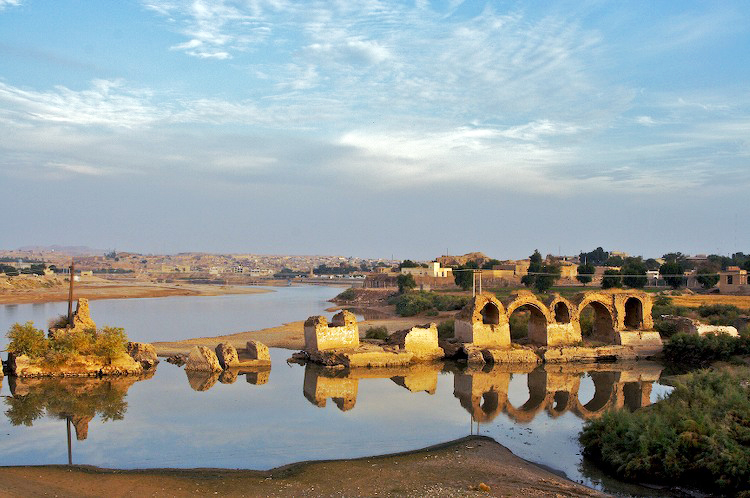
Банд-е Кайсар — іригаційна система Шуштару - об'єкт Всесвітньої спадщини ЮНЕСКО
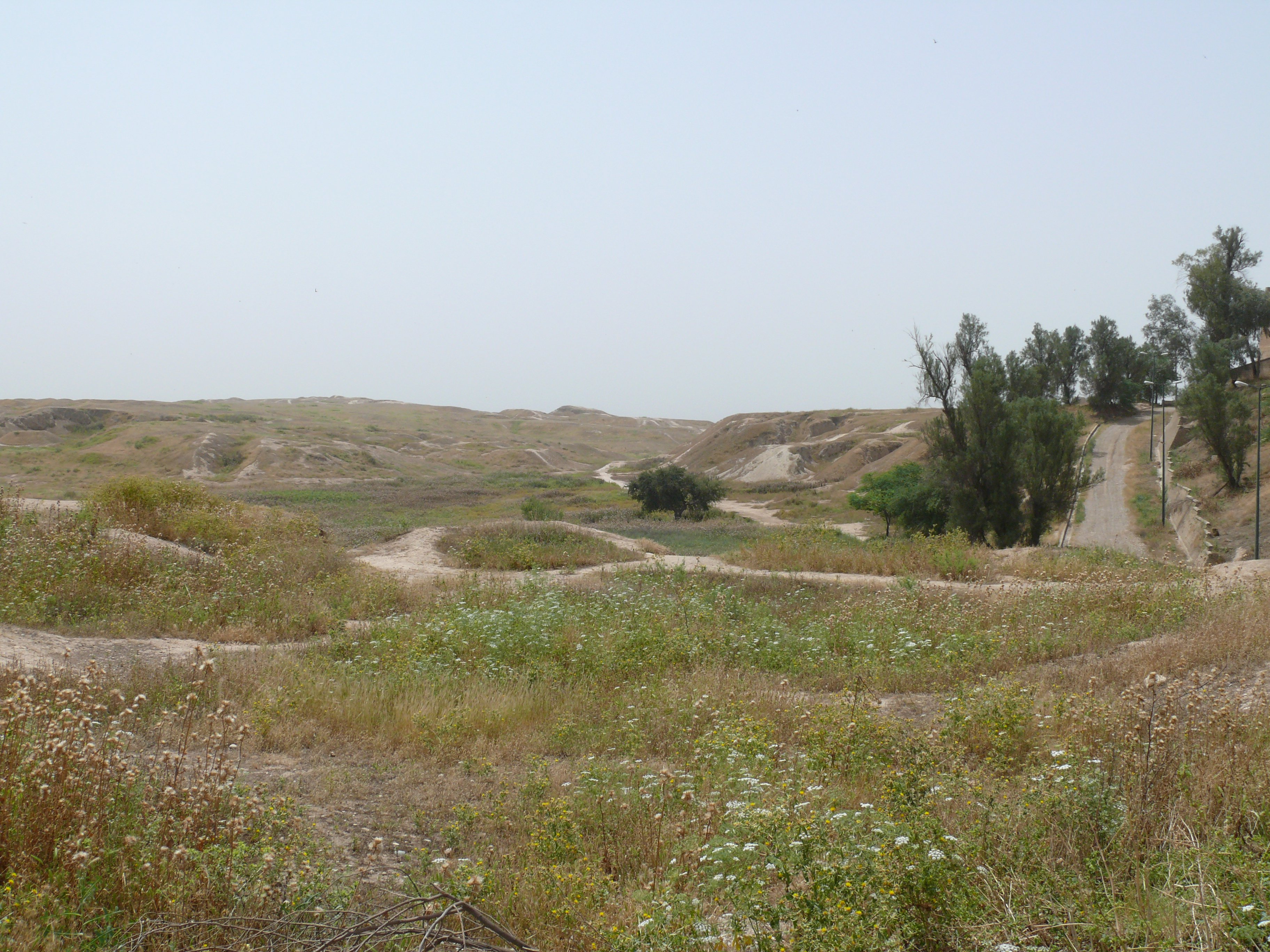
Руїни Суз (околиці Шуштару)
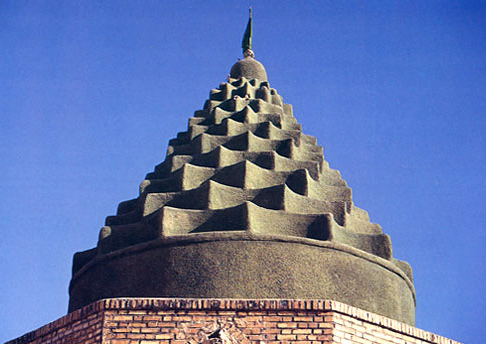
Купол
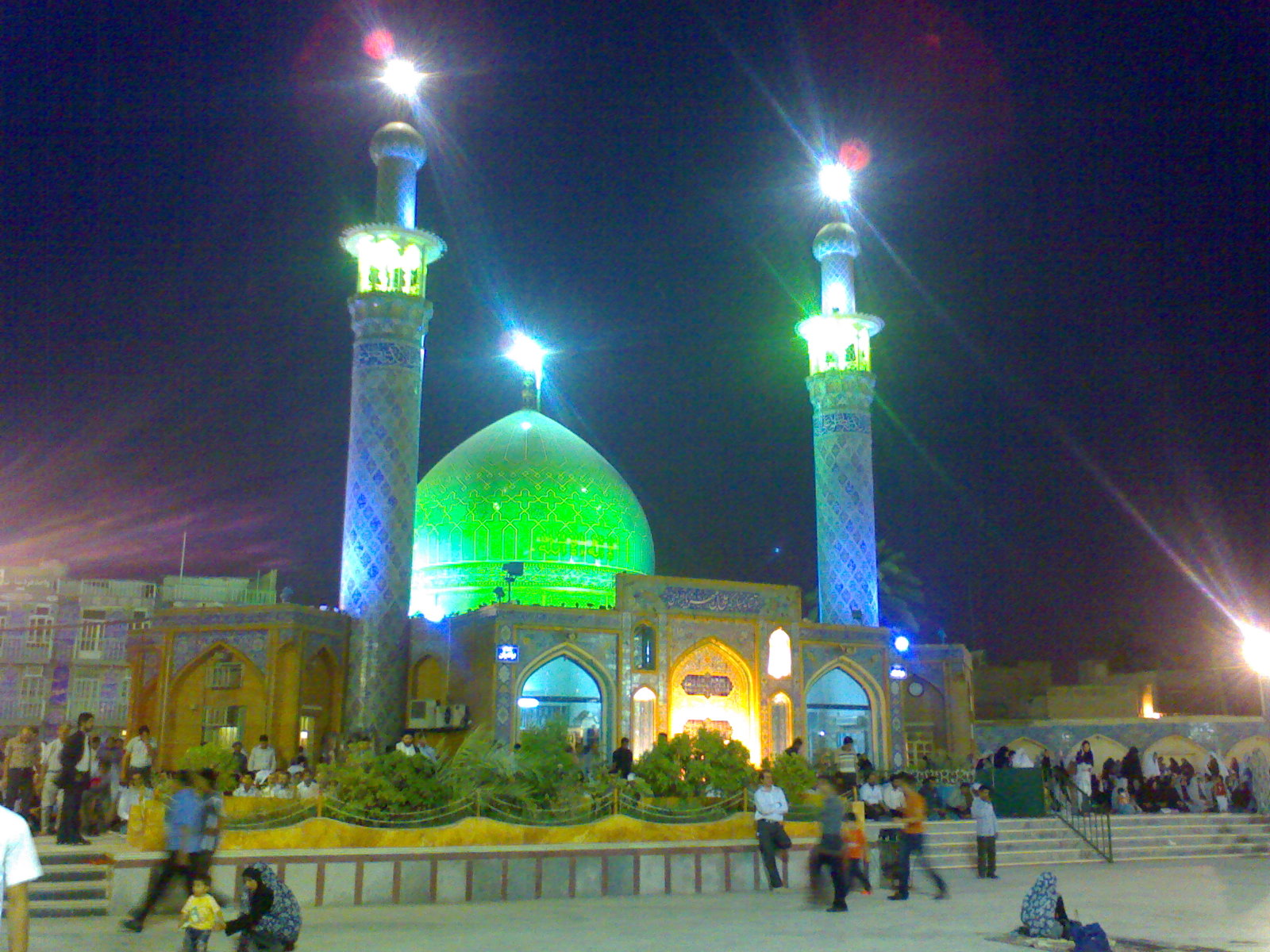
Мечеть у Ахвазі
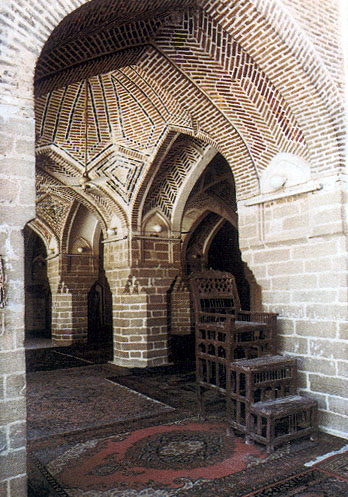
Мечеть Дезфул
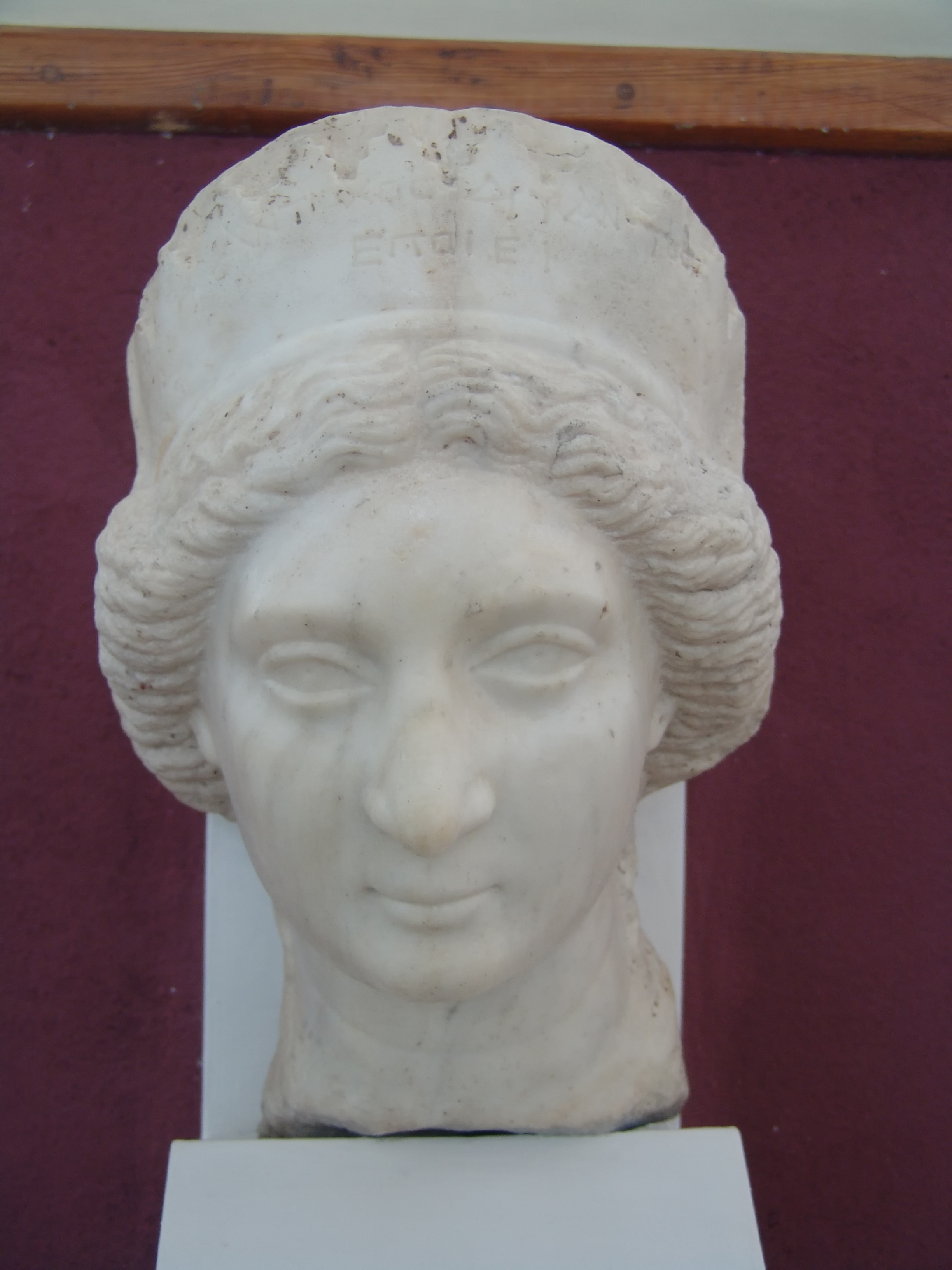
Бюст королеви Муси, дружини Фраата IV, викопаний французькою командою в Хузестані в 1939, Національний музей Ірану
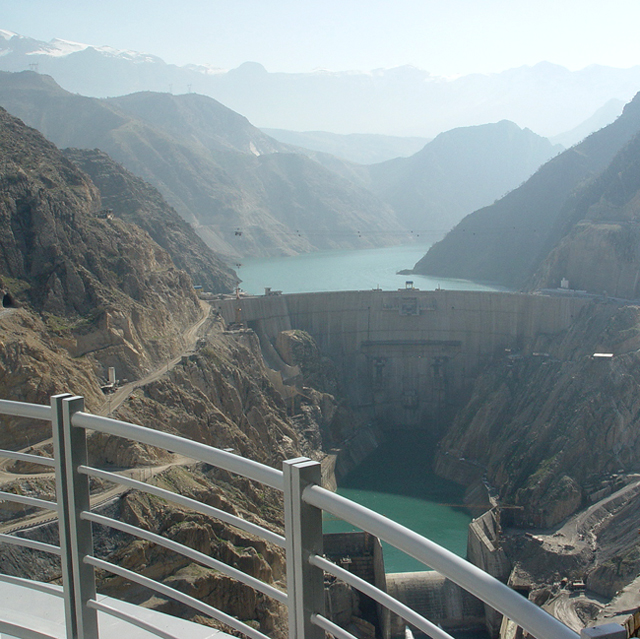
Уряд Ірану витрачає великі суми грошей в Хузестані. Масивна дамба Карун-3 відкрита зовсім недавно, щоб задовольнити зростаючі потреби в енергії